# کیمبرل (آلاباما)
کیمبرل (به انگلیسی: Kimbrell) یک منطقهٔ مسکونی در ایالات متحده آمریکا است که در آلاباما واقع شده‌است. کیمبرل ۱۴۶٫۰ متر بالاتر از سطح دریا واقع شده‌است.